# Kristus är uppstånden, fröjda dig, min själ
Kristus är uppstånden, fröjda dig, min själ är en sång med text från 1881 av Anders Nilsson d.y. Sången finns i två textbearbetningar: 1986 av Gunnar Melkstam och 1985 av Lennart Linder. Musiken skrevs före 1900 av Grant Colfax Tullar.
Ska ej förväxlas med den gamla psalmen Krist är uppstånden.

## Publicerad i
- Östra Smålands Missionsblad i april 1881.
- Det glada budskapet 1890 som nr 40.
- Herde-Rösten 1892 som nr 122 under rubriken "Påsk- och Pingst:"
- Hjärtesånger 1895 som nr 66 under rubriken "Jesu uppståndelse och himmelsfärd"
- Frälsningsarméns sångbok 1929 som nr 525 under rubriken "Högtider och särskilda tillfällen - Påsk".
- Musik till Frälsningsarméns sångbok 1930 som nr 525.
- Sionstoner 1935 som nr 219 under rubriken "Passionstiden".
- Guds lov 1935 som nr 97 under rubriken "Påsksånger".
- Frälsningsarméns sångbok 1968 som nr 624 under rubriken "Högtider - Påsk".
- EFS-tillägget 1986 som nr 739 under rubriken "Påsk".
- Lova Herren 1988 som nr 193 under rubriken "Påsk".
- Psalmer och Sånger 1987 som nr 519 under rubriken "Kyrkoåret - Påsk". (Melkstams textbearbetning)[1]
- Frälsningsarméns sångbok 1990 som nr 737 under rubriken "Påsk". (Melkstams textbearbetning)
- Sångboken 1998 som nr 72 (Melkstams textbearbetning)
- Verbums psalmbokstillägg 2003 som nr 740 under rubriken "Påsk". (Linders textbearbetning)
- Familiesangboka Mandelblomsten's tilleggssamling